# Ванновский, Глеб Михайлович
Глеб Михайлович (Максимилианович) Ванновский (5 марта 1862, Путивль, Курская губерния — 17 октября 1943, Канны) — русский военачальник и военный востоковед, генерал-лейтенант Генерального штаба.

## Биография
Православный. Из дворян, сын подполковника.
- 1882 — Окончил Пажеский корпус. Выпущен в 1-ю конно-артиллерийскую батарею, затем переведен в Гвардейскую конную артиллерию.
- 1891 — Окончил Николаевскую академию Генерального штаба (по 1-му разряду).
- 28 октября 1893 — Помощник старшего адъютанта штаба Московского военного округа
- 1893 — Командир эскадрона Сумского 3-го драгунского полка.
- 1894 — Прикомандирован к Александровскому военному училищу для преподавания военных наук (тактики кавалерии).
- 6 марта 1896 — Младший делопроизводитель Военно-ученого комитета Главного штаба.
- 17 апреля 1900 — Военный атташе в Японии (военный агент в Японии)
  - 1900—1901 — Участвовал в Китайской кампании.
- 1904—1905 — Участвовал в русско-японской войне.
  - 28 августа 1904 — В распоряжении начальника Главного штаба.
  - 15 января 1905 — В распоряжении командующего 3-й Маньчжурской армией, преимущественно курировал вопросы разведки.
- 18 апреля 1906 — Командир 37-го драгунского Военного Ордена генерал-фельдмаршала графа Миниха полка.
- 1907 — За боевые отличия в русско-японской войне награждён золотым оружием.
- 12 апреля 1908 — Генерал-майор. Командир 1-й бригады 2-й кавалерийской дивизии.
- 4 августа 1908 — Командир 2-й бригады 13-й кавалерийской дивизии.

### Первая мировая война
- 19 июля 1914 — Начальник 5-й Донской казачьей дивизии, во главе которой провёл почти всю войну.[1]
- Сентябрь 1914 — Одним из первых офицеров в мировую войну награждён орденом Св. Георгия IV степени. В армии пользовался славой храброго кавалериста. Награда была пожалована за руководство действиями дивизии на Юго-Западном фронте у деревни Завалово, в районе Дубно, где она воевала в составе 5-й армии. Активный участник Томашовского сражения[2]. В бою 18 (31) августа 1914 года казаки атаковали обходную колонну австрийских войск, угрожавших тылу 19-го армейского корпуса. Колонна была разбита, уничтожены два эскадрона австрийцев[3].
- 30 января 1915 — Генерал-лейтенант (со старшинством с 19.07.1914).
- 18 апреля 1917 — Командующий XXXV армейским корпусом (по другим данным 25) в составе 3-й армии.
- 7 июля 1917 — В резерве чинов при штабе Минского военного округа.
- 26 июля 1917 — Командующий XLV армейским корпусом 5-й армии (по другим данным был назначен командиром 42-го армейского корпуса 5-й армии).
- 31 июля 1917 — Командующий 1-й армией (XI, XVIII и XXIII армейские корпуса из состава 8-й армии), управление которой было переброшено с Северного фронта в Буковину, а её войска переданы в состав 5-й армии.
- 1917 — Поддержал выступление генерала Л. Г. Корнилова, за что был арестован и содержался в Быховской тюрьме.
- 9 сентября 1917 — Отстранён от командования и зачислен в резерв чинов при штабе Петроградского военного округа.
- С конца 1917 по февраль 1918 служил в Добровольческой армии.

### Эмиграция
В эмиграции в Эстонии.
Читал в эстонских военных заведениях лекции по тактике кавалерии (с практическими занятиями) и по службе Генерального штаба. Для этих заведений им было составлено и опубликовано учебное пособие «Записки по тактике» (Таллинн, 1923). Приказом военного министра освобожден от должности постоянного лектора эстонских военных учебных заведений.
С 1.9.1922. Состоял членом «Белого Креста» (на 11.3.1922). Из Эстонии
выехал в конце 1920-х годов во Францию.